# Katedrala Rođenja Blažene Djevice Marije u Trebinju
Katedrala Rođenja Blažene Djevice Marije je prvostolna crkva Trebinjsko-mrkanske biskupije.

## Povijest
Gradnja crkve počinje 1880., koja je dovršena i blagoslovljena 7. lipnja 1884. godine, a sutradan - na Presveto Trojstvo - odvila se vanjska svečanost. Crkva je posvećena Maloj Gospi. Prema urbanističkom izgledu Trebinja, crkva se nalazi u središtu grada na desnoj strani Trebišnjice, opkoljena gradskim parkom i visokim platanima. Godine 1892. godine Trebinjska je biskupija podijeljena u dva dekanata sa sjedištima u Trebinju i Stocu. Prigodom blagoslova novosagrađene crkve papa Leon (Lav) XIII. obdario je crkvu velikom slikom Gospe s Djetetom. 
Godine 1904. sagrađene se dvije sakristije.
Za vrijeme I. svjetskog rata crkvena se građevina nalazila u trošnom stanju, te su potrebni popravci izvršeni 1917. – 1918. godine. Tada su ujedno postavljeni vitraji (obojeni prozori), darovi uglednih trebinjskih obitelji. Budući da se nije uspjelo izgraditi planirane zvonike (postoji plan iz 1913. dogradnje jednog zvonika tadašnjeg velikog arhitekte Karla Paržika, kao i plan iz 1917. godine dogradnje dvaju zvonika po nacrtu arh. Kocha), mali zvonik pokraj crkve sagrađen je 1928. godine, a gradio ga je Marko Marić iz Riđice. Na njemu stoji zanimljiv natpis: “Boga slavim, žive zovem, mrtve oplakujem, munje razgonim”. Župni stan na kat dovršen je 1897. godine, u koji je uvedena voda 1904., a struja 1938., kada i u crkvu.
Godine 1984. trebinjski svećenici s vjernicima, predvođeni apostolskim upraviteljem msgr. Pavlom Žanićem (1980. – 1993.), proslavili su Tisućljeće Biskupije. Tom je prigodom obilježena i Stoljetnica župne crkve u Trebinju, posvećene Rođenju Blažene Djevice Marije. Kongregacija za evangelizaciju naroda uz odobrenje Pape Ivana Pavla II. tu je crkvu uzdigla na dostojanstvo katedrale. Godine 1999. godine župni stan je temeljito obnovljen a 2000. crkva i zvonik.

### Orgulje
Od 2007. godine u katedrali se nalaze klasične orgulje postavljene kao dar župe sv. Ruperta u Gerolfingu kod Ingolstadta u Bavarskoj. Orgulje su elektro-pneumatskog sustava, a izradilo ih je poduzeće Eischstätter Orgelbau iz Bittnera 1954. godine kao Opus 235.
Orgulje imaju dva manuala, pedalu sa slobodno stojećim sviraonikom te 24 registra.

## Vanjske poveznice
Ostali projekti
|  | Zajednički poslužitelj ima još gradiva o temi Katedrala Rođenja Blažene Djevice Marije u Trebinju |

Mrežne stranice
- Župa Trebinje  Arhivirana inačica izvorne stranice od 27. kolovoza 2010. (Wayback Machine)

### Članci
- Luburić, Niko. 2008. Trebinje - Katedrala dobila orgulje. Sveta Cecilija. Sveučilište u Zagrebu - Katolički bogoslovni fakultet. Zagreb. 78 (1–2): 54–54

Napomena: Ovaj tekst ili jedan njegov dio preuzet je sa službene stranice župe Trebinje  Arhivirana inačica izvorne stranice od 27. kolovoza 2010. (Wayback Machine). Vidi dopusnicu.